# Fleury-devant-Douaumont
Fleury-devant-Douaumont is een gemeente zonder inwoners in het Franse departement Meuse in de regio Grand Est en het kanton Belleville-sur-Meuse sinds op 22 maart 2015 het kanton Charny-sur-Meuse werd opgeheven. De oppervlakte bedraagt 10,27 km².

## Geschiedenis
Fleury-devant-Douaumont is een van de negen Franse dorpen die zijn verwoest tijdens de Eerste Wereldoorlog en die nooit herbouwd zijn. Fleury-devant-Douaumont werd tot "village mort pour la France" verklaard en ingericht als gedenkplaats.

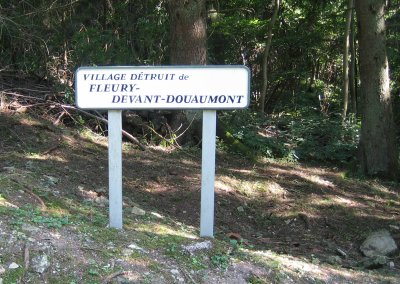
Gedenkplaat Fleury-devant-Douaumont. "Village détruit", verwoest dorp.

## Demografie
Onderstaande figuur toont het verloop van het inwonertal (bron: INSEE-tellingen).

Abaucourt-Hautecourt · Beaumont-en-Verdunois · Belleville-sur-Meuse · Bezonvaux · Blanzée · Bras-sur-Meuse · Champneuville · Charny-sur-Meuse · Châtillon-sous-les-Côtes · Cumières-le-Mort-Homme · Damloup · Dieppe-sous-Douaumont · Douaumont-Vaux · Eix · Fleury-devant-Douaumont · Gincrey · Grimaucourt-en-Woëvre · Haumont-près-Samogneux · Louvemont-Côte-du-Poivre · Maucourt-sur-Orne · Mogeville · Moranville · Moulainville · Ornes · Samogneux · Thierville-sur-Meuse · Vacherauville
1. ↑  Populations de référence 2022.